# スルターン・フサイン (サファヴィー朝)
スルターン・フサイン（ペルシア語: شاه سلطان حسین, ラテン文字転写: Shāh Soltān-Hoseyn, 
1668年 - 1726年）は、サファヴィー朝の第9代シャー（在位：1694年 - 1722年）。サフィー2世スライマーンの子。頻発する危機に対して無為無策で手を打たず、反乱を起こしたアフガニスタンの部族に敗れて廃位され、サファヴィー朝は実質的に滅亡した。

## 生涯

### 傀儡の君主

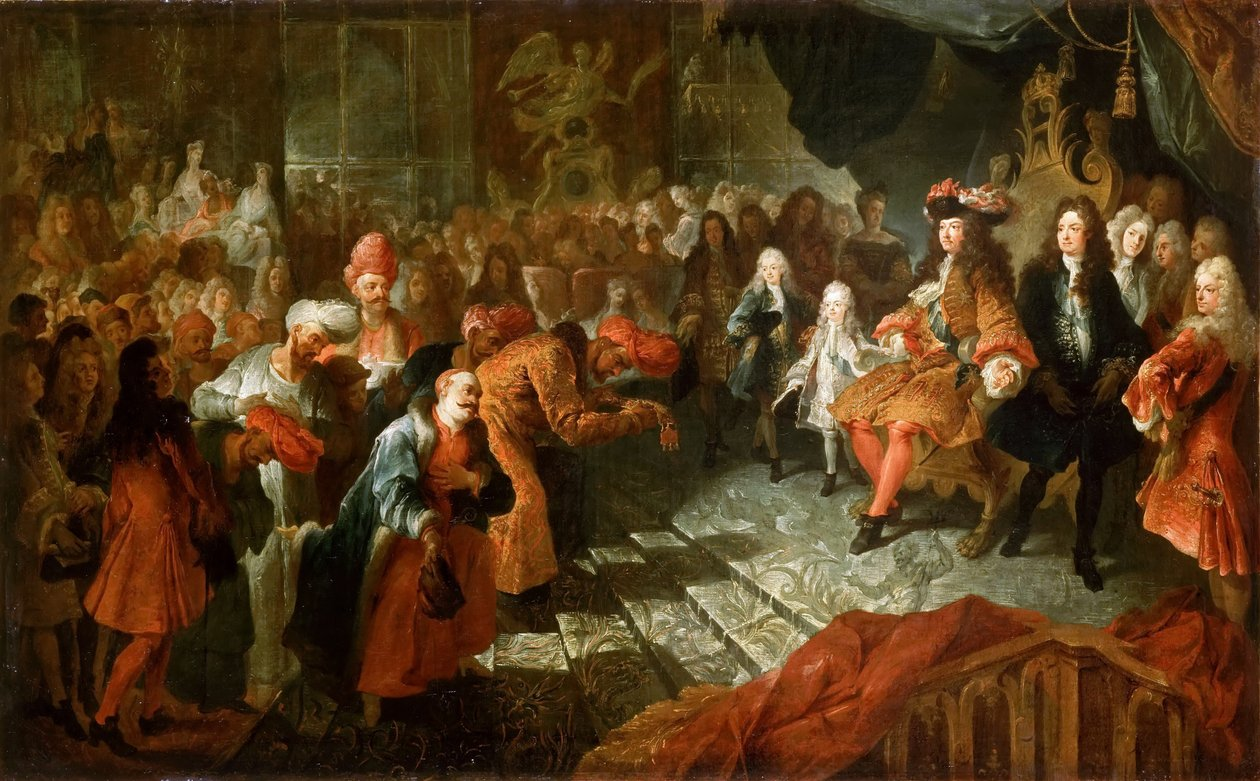
フランス王ルイ14世に謁見するペルシア使節（コワペル画、1715年）

1694年、父が死去した時は兄アッバースを差し置いて即位したが、これは後宮の意向が絡んでいて、大叔母のマリヤム・ベーグムや宦官ら後宮の官僚達がアッバースより操りやすい人物を求めていたからであった。フサインは敬虔なイスラーム教徒で、治世初期に実権を握ったイスラム教シーア派の神学者ムハンマド・バーキール・マジュリシーの政策に従い、キリスト教・ユダヤ教・ゾロアスター教など他宗派やイスラーム教スンナ派・スーフィーの弾圧を行った。
ところが、間もなく政治を投げ出して酒と女に溺れるようになり、後宮の女性漁りに熱中して財政を傾けた。建築事業も赤字に繋がり、首都イスファハーン郊外に建設したファラハーバードと呼ばれる宮殿と、宗教施設チャハール・バーグ・マドラサとその付属施設である隊商宿・バザールを建てさせたことは高くついた。1706年に後宮の女性達や宦官、軍隊など6万人を連れてイスファハーンを離れ、歴代イマームの廟を巡礼して1年間もイスファハーンを空けたこと、行列が通過した都市に重税をかけたことも領民の不満を募らせていった。
無能なフサインの下で宦官がマジュリシーに代わって権力を握り政権は腐敗、地方行政も立ち行かなくなり、至る所で賄賂と派閥抗争が起こり軍隊も弱体化していった。フサインはこうした事態に対処するため、従属していたグルジア・カルトリ王国の国王ギオルギ11世（グルジン・ハーン）をイラン南東のケルマーン総督に任命して反乱を鎮圧、軍事力の増強を図ったが、一時凌ぎに過ぎず地方の不満は高まっていった。

### ギルザイ部族の反乱
パシュトゥーン人の雄族、ギルザイの族長ミール・ワイスは、1709年にグルジン・ハーンを庭園の宴席に招き、謀殺した。事件の翌日に人々に独立を宣言し、カンダハールを中心にファラまで勢力化においてカンダハール王国を樹立した。スルターン・フサインは懐柔のためミール・ワイスをヴェキールに任命、ミール・ワイスも満足して1715年に死去するまで、名目上はフサインの臣下に留まった。
しかし1714年からペルシア湾沿岸の港町をアラブ系海賊が襲撃するようになり、1715年に政府が小麦を買い占めたためインフレーションで高騰したパンを求める民衆暴動が発生、アフガン系のアブダーリー部族（後のドゥッラーニー部族）もアフガニスタンのヘラートで反乱を起こす有様で、情勢は悪化の一途を辿った。そして、破綻の時は訪れた。1719年にミール・ワイスの息子マフムードがサファヴィー朝に反乱を起こしたのである。カンダハールから西進したマフムードはケルマーンを占拠、この時はそれ以上先へ進まずカンダハールへ撤退したが、1721年に再挙兵してイスファハーンへ迫り、フサインも迎撃のため軍を派遣して翌1722年3月8日に両軍はイスファハーンから東のグルナーバードで衝突したが、数に勝るサファヴィー軍がギルザイ軍に大敗した（グルナーバードの戦い）。
マフムードはイスファハーンへ到達すると包囲を開始、イスファハーンは7ヶ月も抵抗したが、食糧不足による飢餓と疫病で籠城側に多くの死者が続出、10月21日にフサインはマフムードに降伏、23日にマフムードにシャーの位を譲り退位した。こうして首都を失ったサファヴィー朝は事実上滅亡、フサインは幽閉の身となった。

### 最期
だが、11月10日にフサインの息子タフマースブ2世が旧都ガズヴィーンでシャーを宣言、なおギルザイ部族への抵抗を継続してペルシアの混乱は収まらなかった。ペルシアの民衆もギルザイ部族に反旗を翻し、マフムードは反乱鎮圧に追われる中、反乱の旗頭に擁立されることを防ぐため、フサインを除くサファヴィー朝の王子達を手当たり次第に殺害していったが、人心を失った。
ギルザイ部族は1725年に部族会議でミール・ワイスの弟の息子にあたるアシュラフを新たな族長に決めた。フサインはアシュラフの下で幽閉生活を送っていたが、1726年にオスマン帝国がペルシアの混乱に乗じて出兵、フサインの復権を口実にペルシアへ侵攻したところ、身柄をオスマン帝国に奪われることを恐れたアシュラフに処刑された。